# Schweriner FC 03
Der Schweriner FC 03 war ein deutscher Fußballverein aus Schwerin, der von 1903 bis 1945 existierte. Heimstätte des Clubs waren die Sportanlagen Paulshöhe sowie am Ostorfer Ufer.

## Sportlicher Werdegang
Der Schweriner FC wurde im Jahr 1903 unter der Bezeichnung Schweriner FC von 1903 gegründet. Der Club gehörte zu den Gründungsmitgliedern des 1904 entstandenen Mecklenburgischen Fußball-Bundes (MFB), dessen Meisterschaft die Schweriner 1905 und 1907 zweimal gewannen.
Mit der Auflösung des MFB agierten die Mecklenburger im Anschluss innerhalb der Fußball-Oberliga Lübeck-Mecklenburg in der Meisterschaft des Norddeutschen Fußball-Verbandes, deren Endrunde der SFC zwischen 1907 und 1933 sechsmal erreichte. Gegen Altona 93, Holstein Kiel sowie Victoria Hamburg unterlag Schwerin jeweils deutlich, und schied vorzeitig aus der norddeutschen Endrunde aus.
Mit den 1933 eingeführten Gauligen agierte der SFC zunächst für eine Spielzeit in der Gauliga Nordmark, mit lediglich drei Punkten stieg der Club bereits in der Auftaktsaison wieder ab. Erst 1938, nach einer Fusion mit dem VfL Schwerin als Schweriner SV 03 antretend, gelang die Rückkehr in die höchste deutsche Spielklasse. Analog zur Saison 1933/34 stieg Schwerin erneut im Gauligabereich chancenlos wieder ab. Mit der 1942 erfolgten Auflösung der Gauliga Nordmark und der Neubildung der Gauligen Schleswig-Holstein, Hamburg und Mecklenburg gelang Schwerin 03 nach dem Rückzug des Lokalrivalen WSG Schwerin in der Spielzeit 1943/44 der Aufstieg zur Gauliga Mecklenburg. Die Saison schloss der Club mit dem fünften Rang ab, blieb hinter den führenden Luftwaffenvereinen des LSV Rechlin bzw. LSV Rerik aber deutlich zurück.
Im Anschluss wurde der Verein im Jahr 1944 kriegsbedingt vorzeitig vom Spielbetrieb zurückgezogen und 1945 aufgelöst. Eine Neugründung wurde nicht vollzogen. Nach dem Zweiten Weltkrieg wurde die SG Schwerin als Nachfolgeverein gegründet.

## Statistik
- Gewinn der Meisterschaft des MFB: 1904/05, 1906/07
- Teilnahme Endrunde im Norddeutschen Fußball-Verband: 1906/07, 1907/08, 1910/11, 1918/19, 1924/25, 1932/33
- Teilnahme Gauliga Nordmark: 1933/34, 1938/39
- Teilnahme Gauliga Mecklenburg: 1943/44

## Personen
- Walter Borck